# Stat național
Statul național este un tip de stat care îmbină entitatea politică a unui stat cu entitatea culturală a unei națiuni, fapt prin care urmărește să își dobândească legitimitatea politică de a guverna și, eventual, statutul de stat suveran în cazul în care se acceptă teoria statalității declarative în detrimentul teoriei statalității constitutive.
Un stat este în mod particular o entitate politică și geopolitică, în vreme ce o națiune este o entitate culturală și etnică. Termenul „stat național” sugerează că cele două coincid, în sensul în care statul a ales să adopte și să susțină un anumit grup cultural cu care să fie asociat. Formarea „statului național” poate avea loc în vremuri diferite și în diferite părți ale lumii.
Conceptul de stat național poate fi comparat și poate fi pus în contrast cu:
- stat multinațional, unde nici un grup etnic nu domină (poate fi de asemenea considerat un stat multicultural în funcție de gradul de asimilare culturală a diferitelor grupuri)
- oraș-stat, este mai mică decât o națiune în sensul unei țări mari suverane și care poate /nu poate fi dominată de o singură "națiune" în sensul unei etnii comune.[2][3][4]
- imperiu, format din mai multe țări (posibil state non-suverane) și națiuni conduse de  singur monarh sau  de un stat guvernamental
- confederație, ligă de state suverane, care ar putea să includă și state-națiuni

Distincția principală este dată de identificarea unui popor cu o entitate politică în „statul național”.

## Complexitate
Relația dintre o națiune (în sensul etnic) și un stat poate fi complexă. Prezența unui stat poate încuraja etnogeneza, iar un grup cu o identitate etnică preexistentă poate influența trasarea limitelor teritoriale sau poate argumenta legitimitatea politică.
Această definiție a "statului-națiune" nu este universal acceptată. "Toate încercările de a dezvolta consensul terminologic în jurul" națiunii "au dus la eșec", concluzionează academicianul Valeriu Tișkov.
Walker Connor discută impresiile legate de personajele "națiunii", "statului suveran", "statului național" și "naționalismului".  Connor, care a dat termenul de "etnonaționalism" la nivel mondial, discută, de asemenea, tendința de a confunda națiunea și statul și tratamentul tuturor statelor ca și cum ar fi state naționale. În contextul globalizării și al apartenenței, Sheila L. Crouche discută "Dilema definitivă".